# Liste der Medaillengewinner bei Olympischen Jugendspielen aus Monaco
Die Liste der Medaillengewinner bei Olympischen Jugendspielen aus Monaco listet alle Sportler des Comité Olympique Monégasque, die bei Olympischen Jugendspielen eine Medaille erringen konnten.

## Liste
| Sportler     | Teilnahme                | Sportart | Medaillen        |
| ------------ | ------------------------ | -------- | ---------------- |
| Rudy Rinaldi | Jugend-Winterspiele 2012 | Bob      | Zweierbob Jungen |
| Jeremy Torre | Jugend-Winterspiele 2012 | Bob      | Zweierbob Jungen |